# Mitteilungen der Deutschen Dendrologischen Gesellschaft

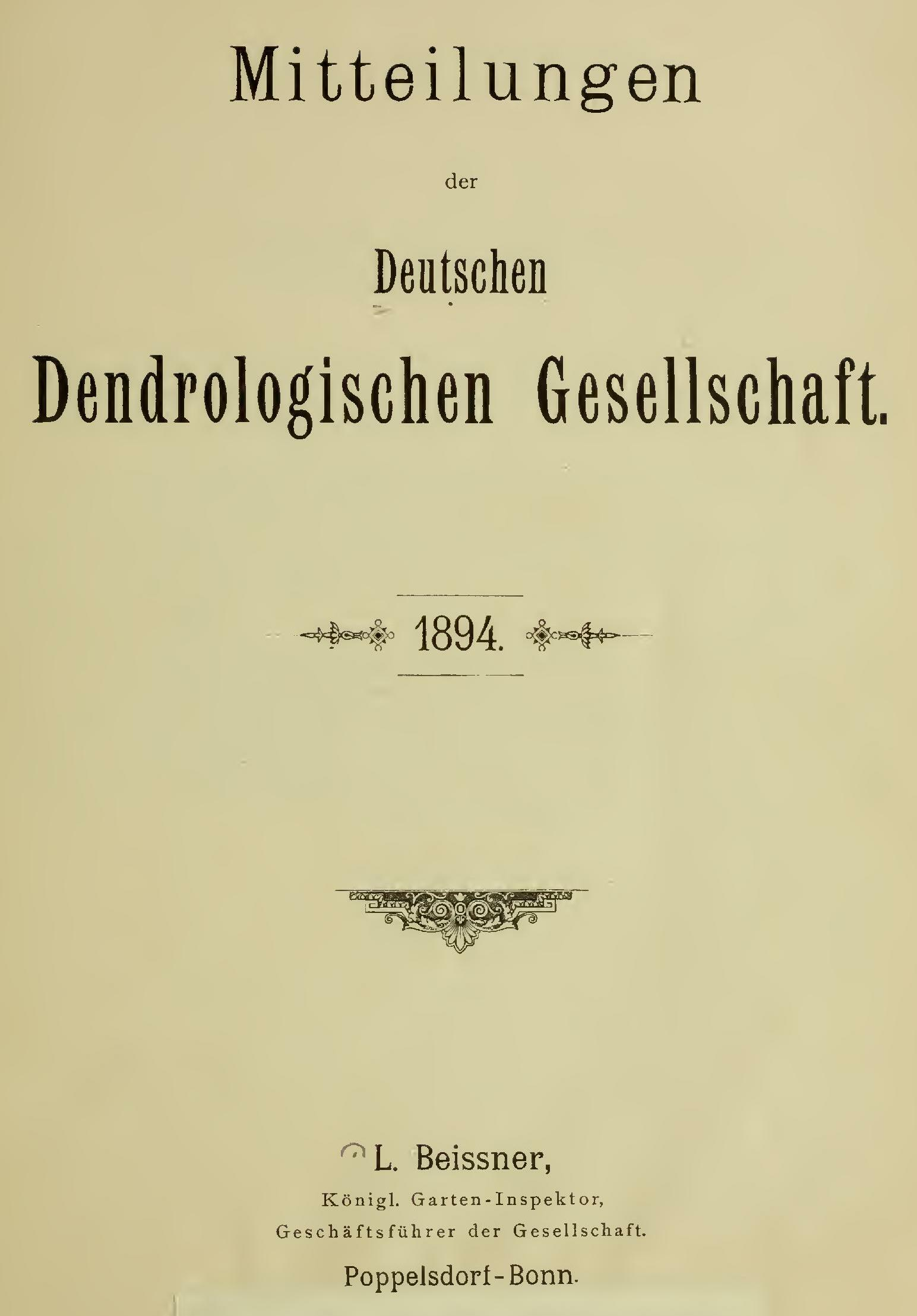
Publikation der DDG seit 1892/1893.

Die Mitteilungen der Deutschen Dendrologischen Gesellschaft sind der Jahresbericht der Deutschen Dendrologischen Gesellschaft. Sie erschienen erstmals 1892/93 als Nummer 1/2 und erscheinen grundsätzlich jährlich unter diesem Titel. Die Ausnahme sind die Jahrgänge 1919 und 1920 nach dem Ersten Weltkrieg, die unter dem Titel Mitteilungen (Jahrbuch) der Deutschen Dendrologischen Gesellschaft liefen. Im Zweiten Weltkrieg war Band 55 im Jahr 1942 vorläufig die letzte Ausgabe, bis die Mitteilungen seit 1950 und mit Nummer 56 wieder ununterbrochen veröffentlicht werden.
Inhaltlich setzen sich die Mitteilungen mit allen Bereichen der wissenschaftlichen und praktischen Dendrologie auseinander – darunter Systematik und Nomenklatur der Gehölze, deren Ökologie und Verbreitung und deren Eignung für den Anbau bei unterschiedlichen Standortbedingungen. Zudem werden u. a. Gehölze anderer Florenregionen der Erde vorgestellt und Personen mit besonderen Verdienste um die Dendrologie gewürdigt.
Die Redaktion übernahmen namhafte Persönlichkeiten der Gesellschaft, u. a. Ludwig Beissner, Fritz Graf von Schwerin-Wendisch Wilmersdorf und auch später Hinrich Höfker. Die Mitteilungen erschienen im Selbstverlag und in jüngster Zeit beim Verlag Eugen Ulmer in Stuttgart.
Mindestens bis in die 1920er Jahre waren die Mitteilungen Mitgliedern der DDG vorbehalten.